# Low Orbit Ion Cannon
Low Orbit Ion Cannon (LOIC) egy nyílt forráskódú hálózati stressz tesztelő program és DoS alkalmazás, amelyet  C# nyelven írtak. LOIC-t eredetileg a Praetox Technologies fejlesztette, de később Public domain licenccel nyilvánosság számára is elérhetővé tették. És most már több open-source alkalmazás tárolón is elérhető.
A szoftver inspirálta egy független JavaScript verzió elkészítését, amelynek Low Orbit Web Cannon a neve. Ez lehetővé teszi DoS támadás kivitelezését webböngészőből is.

## Használat
A LOIC Szolgáltatásmegtagadással járó (DoS) támadást végez (illetve az több személy összefogásával, a DDoS támadás is kivitelezhető) egy célszerver felé, amelyet TCP vagy UDP csomagokkal bombáznak, azzal a szándékkal, hogy megzavarják az adott szolgáltatást. Az LOIC-ot az emberek arra is használják, hogy csatlakozzanak az önkéntes botnetekhez.

## Ellenintézkedések
Biztonsági szakértők által idézett BBC jelezte, hogy a jól megírt tűzfal szabályokkal ki tudják szűrni a legtöbb LOIC forgalmat, így megakadályozzák a támadások teljes hatékonyságát.  Pontosabban azt állította, hogy az összes UDP és ICMP forgalom kiszűrésével hatékonyan lehet védekezni a LOIC támadások ellen, azonban a tűzfal szabályokat „upstream” kell megadni, pl. az ISP-nél, azon helyen, ahol a gerinchálózatot alakítják át széles sávú vonallá. Ha a csomagok még utaznak a szerver korlátozott vonalán, majd a csomagokat a tűzfal szintjén szűrik, nem érvényes az „elrettentés”, mivel a csomagok még utaznak a tűzfalhoz, mielőtt a tűzfal bármit tehetne velük, és a vonal a ISP szerverei és a szerver tűzfala között eltömődhetett.
A LOIC támadások egyértelműen azonosíthatóak rendszer naplófájlokban, és a támadáshoz használt IP-cím is lekövethető.

## Nevezetes felhasználás

### Project Chanologyés azOperation Payback
A LOIC-ot az Anonymous (csoport) használta a Chanology Project keretén belül, amikor is a Szcientológia Egyházhoz kapcsolódó oldalakat támadtak, még egyszer egy sikeres támadást hajtottak végre a RIAA (Recording Industry Association of Americas) honlapján 2010 októberében. És közben az Operation Payback keretében 2010 decemberében megtámadták azon szervezetek és vállalatok honlapjait, melyek szemben álltak a WikiLeaksel. Ennek oka az volt, hogy a PayPal befagyasztotta a WikiLeaksnek érkező adományokat.

### Operation Megaupload
A megtorlás a fájlmegosztó szolgáltatás (Megaupload) leállításáért és négy dolgozójának letartóztatásáért. Az Anonymous DDoS támadást indított az UMG, az Egyesült Államok Igazságügyi Minisztériuma, az Egyesült Államok Szerzői Jogi Hivatala, a Szövetségi Nyomozóiroda, az MPAA, a Warner Brothers Music és a RIAA, valamint a HADOPI ellen, mindet 2012. január 19-én délután, a LOIC-cal.

## Név eredete
A LOIC a nevét a Ion ágyúról, számos sci-fi műben szereplő kitalált fegyverről kapta.

## Egyéb megvalósítások
Egy másik megvalósítása a LOIC-nak, amely LOIC++  nevet viseli, és alapból fut Linuxon.
Van egy operációs rendszer független megvalósítás a Java-ban írt Java LOIC nevű implementáció.

## Külső hivatkozások
- LOIC projekt oldal a SourceForgeon
- LOIC projekt oldal a GitHubon
- LOIC Java implementációja, a Java LOIC
- A LOIC webes verziója a Google Codes-on

## Fordítás
Ez a szócikk részben vagy egészben  a   Low Orbit Ion Cannon című angol Wikipédia-szócikk ezen változatának fordításán alapul.  Az eredeti cikk szerkesztőit annak laptörténete sorolja fel. Ez a jelzés csupán a megfogalmazás eredetét és a szerzői jogokat jelzi, nem szolgál a cikkben szereplő információk forrásmegjelöléseként.